# 악성 소프트웨어 제거 도구
악성 소프트웨어 제거 도구(Malicious Software Removal Tool, MSRT)는 마이크로소프트 윈도우 운영 체제용으로 마이크로소프트가 개발한 프리웨어 바이러스 제거 도구이다. 2005년 1월 13일 처음 출시되었으며 주문형 안티바이러스 도구("주문형"의 의미는 실시간 보호 기능이 없음을 뜻함)이며 널리 퍼진 특정 악성 소프트웨어를 검색하고 감염 제거를 시도한다. 윈도우 업데이트 서비스를 통해 마이크로소프트 윈도우 컴퓨터들에 자동으로 배포되지만 마이크로소프트 다운로드 센터를 통해서 별도로 다운로드할 수 있다.